# Mike Newlin
Michael F. « Mike » Newlin, né le 2 janvier 1949 à Portland, dans l'Oregon, est un ancien joueur américain de basket-ball. Il évolue aux postes d'arrière et d'ailier.